# Otto Zöllner Schorr
Otto Zöllner Schorr (Hanau, Alemania, 21 de noviembre de 1909-Quilpué, 1 de diciembre de 2007) fue un botánico y profesor universitario.

## Vida
Estudia en la Universidad de Leipzig, en Alemania, pedagogía en biología y geografía.
Llega a Chile a la ciudad de Quilpué en el año 1933 para dedicarse como profesor en el Colegio Alemán, donde fue director por 30 años. Profesor en la Universidad Católica de Valparaíso, ciudadano ilustre de la Municipalidad de Quilpué, dedicado absolutamente a su profesión, la Botánica, amaba la naturaleza, que se reflejaba en tantos paseos al Cerro La Campana de Olmué, junto a sus alumnos del colegio Alemán. Conocedor de Chile, de Arica a Punta Arenas.
Durante sus años como profesor en la PUCV, realizó la cátedra de Botánica, impartiendo clases a un sinnúmero de alumnos de las carreras de índole biológico, pero por sobre todo a los futuros Ingenieros Agrónomos de la casa de estudios universitarios, quienes agradecen su dedicación y pasión en el conocimiento de la flora nativa, dicha pasión pudo ser incubada en muchos alumnos, que se apasionan por el saber botánico Gracias a Don Otto.

Por su abnegada labor fue merecedor de la medalla al mérito "Vicente Pérez Rosales"
Su colección personal consta de unas 23.000 carpetas de herbario.

## Obra
- 1975. Una Ephedra nueva para la flora chilena. Ephedra trifurcata Zoellner Anales Mus. Hist Nat Valparaíso 8:81-84

- 1987. El género Fabiana en Chile. Mitt. Bot. Staatsamml. München 23, 291-319

- Zoellner O. & C. San Martín 1986. El género Senna (K.Bauhin)P.Mill. (Fam. Caesalpiniaceae) en Chile Anales Mus. Hist. Nat. Valparaíso 16:15-53

## Honores

### Eponimia
Orfeo Crosa le dedica el género de Alliaceae Zoellnerallium (Poepp.) Crosa afín a Nothoscordum y Ehrentraud Bayer una especie de Alstroemeria
- La abreviatura «Zöllner» se emplea para indicar a Otto Zöllner Schorr como autoridad en la descripción y clasificación científica de los vegetales.[4]